# Flupiradifurona
Flupiradifurona, flupyradifurone en anglès, és un insecticida sistèmic fabricat per Bayer Cropscience. Es va crear per combatre insectes com àfids, psyllidae i altres i no resultar nociu per a les abelles i altres pol·linitzadors. Tanmateix, resulta més tòxic per a les abelles (amb una LD50 per abella d'1,2 ug/abella) que l'acetamiprid (LD50: 14,5). El seu ús està aprovat per a nombrosos conreus. Químicament està classificat com un butenolid però és similar als neonicotinoides i té la mateixa manera d'acció que aquests que implica l'activació dels receptors nicotínics de l'acetilcolina.